# Deutsche Reichsbahn
La Deutsche Reichsbahn Gesellschaft (abreviada DRG, DRB o simplemente DR) fue una antigua compañía nacional de ferrocarriles alemana. Creada en 1920, tras la Primera Guerra Mundial y el final del Imperio Alemán, operó los ferrocarriles en Alemania durante la época de la República de Weimar y la Alemania nazi, y jugó un importante papel durante la Segunda Guerra Mundial al constituir un elemento básico del transporte de tropas, material bélico y municiones. Tras el final de la contienda se reestructuró y siguió existiendo como Deutsche Reichsbahn en la Alemania oriental, mientras que en la Alemania occidental fue sustituida por la Deutsche Bundesbahn (DB).

## Historia

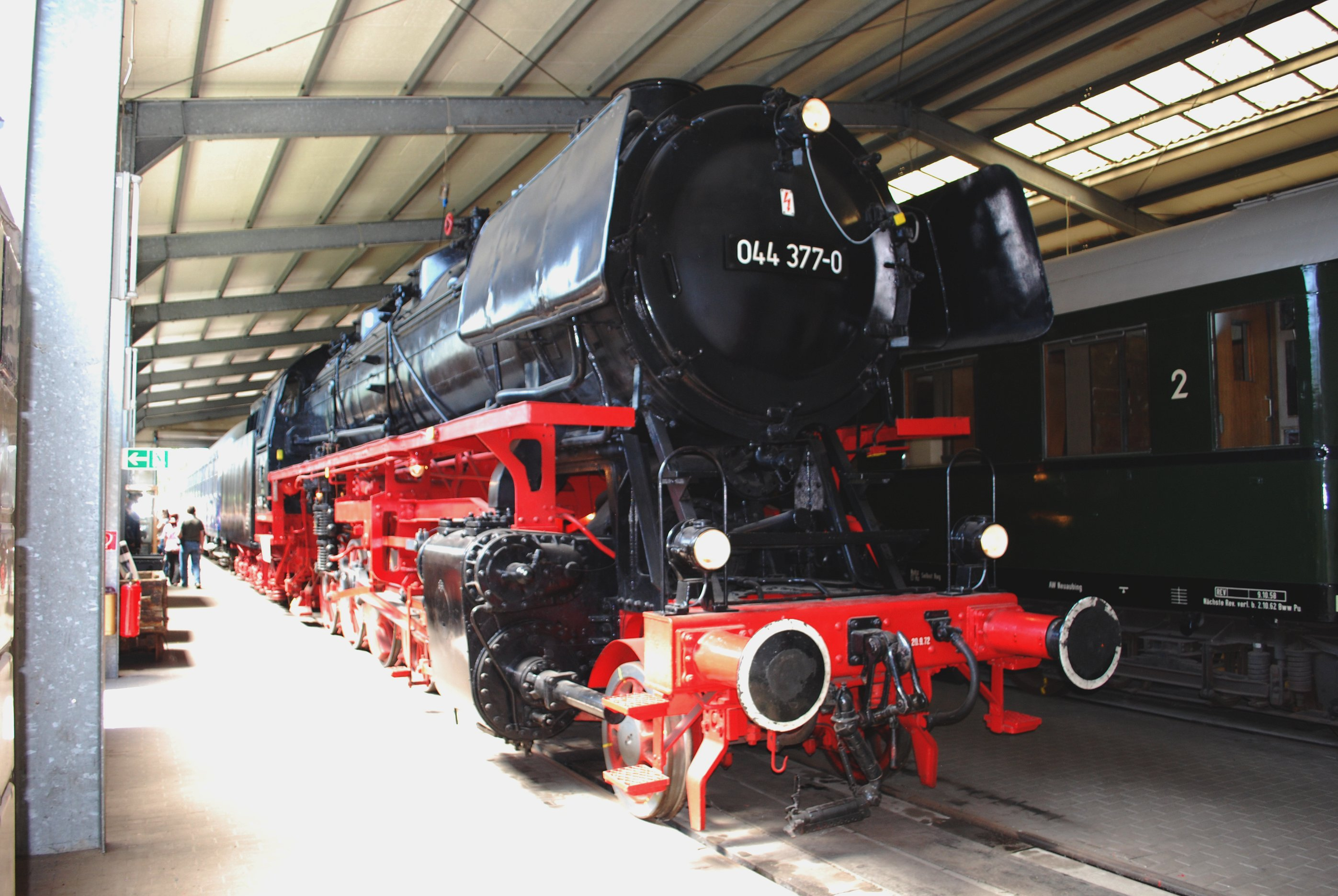
Antigua locomotora de vapor de la.

La compañía surge en el año 1920 como resultado de la unificación de las diferentes administraciones locales que controlaban los ferrocarriles en el Imperio Alemán, de acuerdo con lo establecido en la Constitución de Weimar. Originalmente denominada Deutsche Reichseisenbahnen, en 1924 fue renombrada Deutsche Reichsbahn Gesellschaft (DRG) como una sociedad anónima, cuyo único accionista era el Estado alemán. Tras la instauración del Régimen nazi, el nuevo gobierno alemán la asimiló en 1937 al Ministerio de Transportes del Reich y la renombró como Deutsche Reichsbahn (DRB o DR). Después del Anschluss de Austria en marzo de 1938, la Bundesbahn Österreich (BBÖ) quedó bajo control de los ferrocarriles alemanes. La anexión de los Sudetes en otoño de ese mismo año implicó también la anexión a la DRB de una parte de la red ferroviaria de los Ferrocarriles estatales checoslovacos (Československé státní dráhy, o CSD) y su posterior desaparición en marzo de 1939 con la ocupación alemana de Checoslovaquia.
Durante la Segunda Guerra Mundial (1939-1945) la red sufrió graves daños debido a los bombardeos aliados, pero también jugó un destacado papel en la logística de la Wehrmacht, las Fuerzas armadas alemanas. Al comienzo de la contienda, su actividad se vio un poco limitada por la situación bélica, y aunque paulatinamente se fue militarizando, la Reichsbahn siempre se mantuvo separada del servicio ferroviario de la Wehrmacht. Después de octubre de 1939, la red ferroviaria de los territorios polacos anexionados quedó integrada en los Ferrocarriles alemanes. El 26 de octubre de 1939, los alemanes establecieron la Generaldirektion der Ostbahn (GEDOB), una entidad separada de la "Reichsbahn" y responsable de la administración de los ferrocarriles que existían en el territorio del Gobierno General de Polonia. Esta nueva entidad tenía su sede en Varsovia.
Entre 1939 y 1941 también se incorporaron a la DR algunas secciones ferroviarias de Francia, Yugoslavia y la Unión Soviética, a medida que aumentaban los territorios ocupados por las fuerzas militares alemanas o los anexionados al Reich alemán. A fecha de 1 de enero de 1943, los alemanes controlaban 35.000 kilómetros de vías en los territorios ocupados de la URSS, los cuales ya habían sido convertidos al ancho de vía estándar europeo para permitir la circulación de convoyes militares alemanes por las líneas férreas de la Rusia europea. Otro papel destacado de la DRB fue durante el "Holocausto", cuando sus convoyes ferroviarios se convirtieron en una pieza esencial para el transporte de miles de judíos y otras etnias a los Campos de exterminio nazis. En la Polonia ocupada, la GEDOB fue la encargada de organizar los transportes a los campos de concentración, siempre bajo la supervisión de la DRB.
En la Europa ocupada por el Ejército alemán, la Reichsbahn intentó poner en marcha su propio Orient Express, sin éxito alguno debido a los constantes sabotajes de las vías por los partisanos yugoslavos. En otros puntos del continente, los ataques de la resistencia antinazi y, en especial, los bombardeos aliados de infraestructuras, también causaron graves daños. En mayo de 1945 el tráfico ferroviario en Alemania se hallaba prácticamente colapsado.
Tras el final de la contienda, la DR continuó efectuando servicios ferroviarios en las cuatro Zonas de ocupación aliada: americana, británica, francesa y soviética. Esta situación se mantuvo hasta 1949, cuando la antigua "Reichsbahn" desapareció en la Alemania occidental y fue sustituida por la nueva Deutsche Bundesbahn (DB). Sin embargo, en la Alemania oriental conservó su nombre de Deutsche Reichsbahn (DR) y continuó como operador ferroviario de la República Democrática Alemana. Tras la reunificación de Alemania, el 1 de enero de 1994 ambas administraciones se fusionaron en la nueva "Deutsche Bahn" (DB), que sigue existiendo en la actualidad.

## Organización

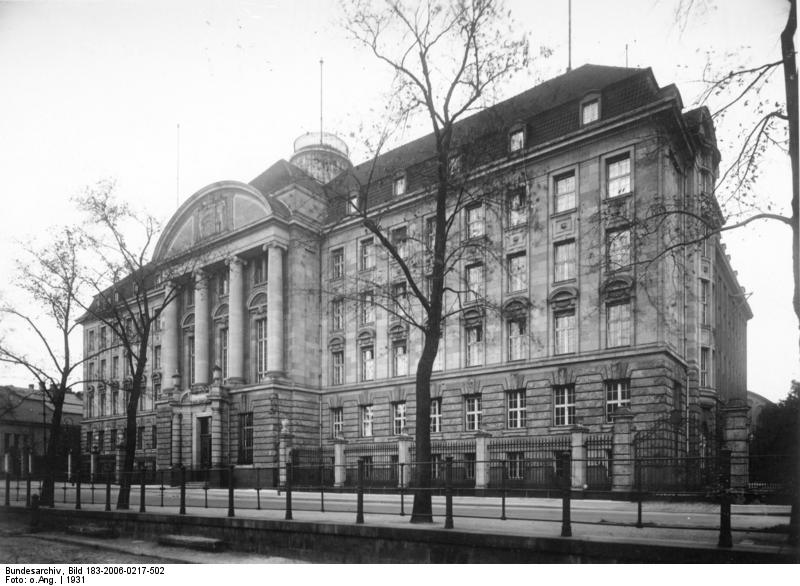
Sede de la Oficina central de Reichsbahn en Berlín (1931).

La oficinas centrales de la compañía (Reichsbahn-Zentralämter, RZA) estaban situadas en Berlín, en la Halleschen Ufer. A su vez, la organización administrativa se dividía en varias secciones territoriales (Reichsbahndirektionen) por todo el país. 
La RZA resultó destruida por los bombardeos aliados durante el último año de la guerra mundial, por lo que al concluir la contienda en 1945, la RZA se trasladó a Gotinga, en la zona de ocupación británica. En 1948 también creó su propio archivo de películas y filmaciones. Hacia 1950 la antigua compañía se había dividido en dos y las oficinas centrales de la nueva Deutsche Bundesbahn de la Alemania occidental se trasladaron a Minden, mientras que la Reichsbahn de la RDA mantuvo su sede central en Berlín Oriental. Además de Gotinga, durante el periodo de ocupación en Múnich funcionó otra jefatura de la Reichsbahn para la zona de ocupación estadounidense.
Los servicios de cáterin y coches-cama eran ofrecidos por la compañía Mitropa, si bien la Reichsbahn mantuvo sus propios restaurantes hasta 1925. Durante la Segunda Guerra Mundial, con la ocupación parcial de Europa por Alemania, esta compañía extendió sus servicios y se hizo cargo de parte de los servicios de la Compagnie Internationale des Wagons-Lits (CIWL). Tras el final de la contienda y la división de Alemania, Mitropa continuó ofreciendo sus servicios en la Alemania Oriental, mientras que en la Alemania Occidental eran suministrados por la Deutsche Schlafwagen- und Speisewagengesellschaft para la Deutsche Bundesbahn.